# Frank-Starling-mekanismen
Frank-Starling-mekanismen är uppkallad efter sina upptäckare, Otto Frank och Ernest Starling, och stipulerar att om hjärtats blodvolym i slutet av diastole (hjärtats vilofas) ökar kommer det leda till att hjärtmuskeln kontraheras kraftigare. Omformulerat till medicinsk terminologi kommer ett ökat preload leda till ett ökat cardiac output. Frank-Starling-mekanismen är en inneboende egenskap i hjärtmuskeln och är oberoende av autonoma nervsystemet.
Ett scenario som illustrerar hur livsnödvändig denna funktion är: Skulle hjärtats högra kammare pumpa endast ett par procent mer blod än den vänstra skulle snabbt hela blodvolymen befinna sig i lungkretsloppet, vilket i sin tur skulle få förödande konsekvenser för organismen så som omfattande lungödem.